# マパイ
マパイ（ヘブライ語：מפא"י 正式名称：エレツ・イスラエル労働者党 מפלגת פועלי ארץ ישראל ミフレゲット・ポアレイ・エレツ・イスラエル）とは、かつてイスラエルに存在した中道左派政党。現在の「労働党」の前身。社会主義インターナショナルの加盟政党であった。
1930年1月5日にダヴィド・ベン＝グリオンの率いる右派労働シオニズム政党「アフドゥト・ハアヴォダ」（労働者連合）と、非マルクス主義の労働シオニズム政党「ハポエル・ハツァイル」（若き労働者）が結党。イギリス委任統治領パレスチナ後期から第二次世界大戦・第一次中東戦争の頃のイシューブの主導政党であった。建国後も長らくイスラエルの与党であり、福祉国家の建設を主導した。1968年1月23日に「アフドゥト・ハアヴォダ＝ポアレ・ツィオン」および「ラフィ」（イスラエル労働者リスト、ダヴィド・ベン＝グリオンがマパイと決別して作った政党）と合併して労働党となり、解消した。

## 概要
初代首相ダヴィド・ベン＝グリオンが所属していた政党であり、1948年のイスラエル独立後、長らくイスラエル国政の与党であり続けていた政党である。
社会民主主義的な労働シオニズムをイデオロギーとして掲げ、またパレスチナやアラブに対しては比較的寛容な姿勢をとっていた。一方、1960年代後半まで党員はユダヤ人に限定しており、アラブ系イスラエル人はマパイとは別の小政党を作ってマパイとの連立政権を組んでいた。
ベン=グリオンは、パレスチナ・アラブ問題について1956年に次のように述べている。
「なぜアラブ人達が和平に応じるべきか？もし、私がアラブ人のリーダーなら、イスラエルとは決して話がまとまらないでしょう。それは自然です。我々は彼らの国を奪った･･･、これまでに反セム主義、ナチス、ヒトラー、アウシュビッツがありました。しかし、それは彼らの過ちによるものでしょうか？彼らは一つの物事しか見ていません。我々はここへ来て、彼らの国を盗んだ。なぜそれを受け入れるべきなのでしょう？おそらく、彼らは1、2世代のあいだに忘れるでしょう。ただ、今のところ可能性はありません。そう、それは単純なことです。我々は強くあり続け、強力な軍隊を維持しなければなりません」
ベン＝グリオンは、自身が首相を務めている間、連立政権（イスラエルは一党が単独過半数を取ることが難しく、必ずといっていいほど連立政権になる）からは、メナヘム・ベギン率いる右翼のヘルート党（現在のリクード）と、極左のイスラエル共産党（マキ）は排除するという姿勢を貫いていた。
ベン=グリオン死去後も、しばらくの間は労働党中心の中道左派政権が続いた。しかし、1977年にメナヘム・ベギン率いるリクードが政権を奪取した。

## 労働党の現状
労働党の特筆すべき事業として、1993年に当時首相であったイツハク・ラビンが、長年敵対していたパレスチナ解放機構のヤーセル・アラファート議長と和解し、パレスチナ自治政府樹立にこぎつけたことが挙げられる。
しかし、ラビンが1995年11月4日にパレスチナとの和解に反対する極右思想を持つ青年イガール・アミルに暗殺されて以降、党勢が衰退し始める。1996年の総選挙では、ベンヤミン・ネタニヤフ率いるリクードが再度政権を奪取。
以降現在に至るまでのイスラエルは、左右・そしてアラブ系の政治家たちがそれぞれの思惑で政争に明け暮れる現状が続いている。イスラエル国民の政治に対する考えは、パレスチナでのハマースの跋扈に対する危機感などから右傾化が進行しており（我が家イスラエルの躍進などに見て取れる）、更に、2011年には当時の労働党党首エフード・バラックらの集団離党（新党「アツマウート」旗揚げ）により、労働党は議席を一桁台にまで落とし、存在感が薄れている。